# Lensbygda
Lensbygda is een plaats in de Noorse gemeente Østre Toten, provincie Innlandet. Lensbygda telt 552 inwoners (2007) en heeft een oppervlakte van 1,16 km².